# Hvalfjörður-alagút

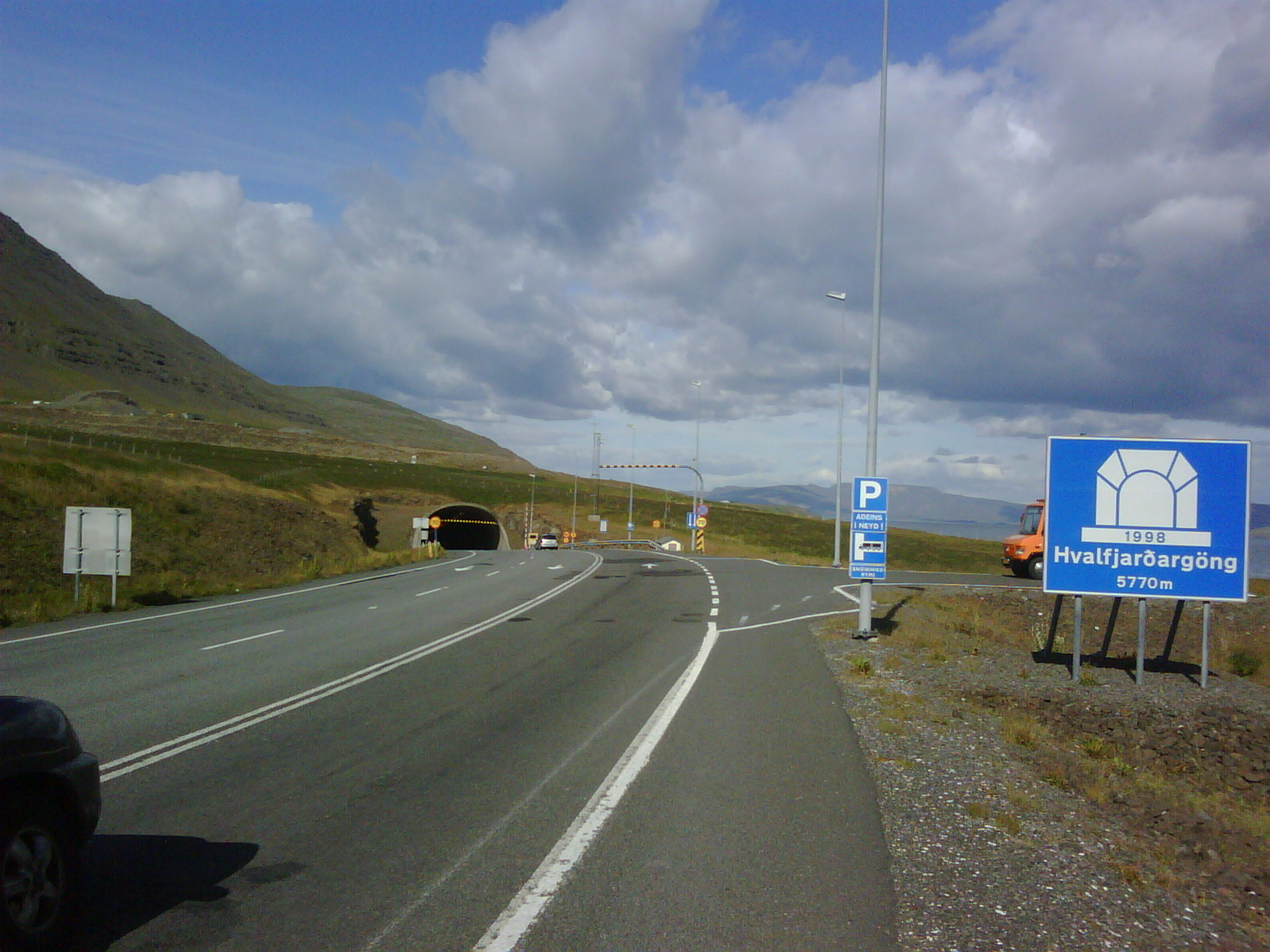
Az alagút bejárata

A Hvalfjörður-alagút (izlandiul Hvalfjarðargöng) a Hvalfjörður-fjord alatt futó közúti alagút, amely az izlandi 1‑es főút, a Hringvegur részét képezi. Az alagút hossza 5770 méter, és a tenger szintje alá 165 méterre ereszkedik legmélyebb pontján. 1998. július 11-én adták át a forgalomnak, és ennek köszönhetően 45 kilométerrel tudták lerövidíteni az utat Reykjavík nyugati és északi részei közt. A mostani átkelés mindössze 7 percet vesz igénybe, szemben a korábbi közel egy órával.
Az alagút kivitelezési munkáit a Spolur cég végezte, mely ma fenntartója és egyben tulajdonosa is. A Verkis cég volt a tengeralatti alagút tervezője. A projekt létrejötte mérföldkő volt az úgy nevezett PPP projektek közt, valamint ez az egyetlen olyan alagút Izlandon, amelynél díjat kell fizetni az áthaladásért.

## Biztonsági problémák
A Hvalfjörður-alagút igen rossz besorolást kapott biztonságtechnikai szempontból a német automobilklubtól (ADAC) 2010-ben. Különféle szempontok alapján vizsgálták az alagút felszereltségét, és hiányosságokat tapasztaltak a világítás, az automata tűzjelző rendszer, a szellőzőrendszer és az innen elég távol (28 kilométerre) lévő tűzoltósággal kapcsolatban. A vízbeszivárgás számára készült mindössze 2000 köbméternyi tárolókapacitást is kevésnek találták. A következő évben számos fejlesztést jelentettek be az üzemeltetők.

## Építése
Az alagút építése 1996-ban kezdődött és 1998-ban fejeződött be és mintegy 5000 millió izlandi koronába került. Az alagutat napi 5000 gépjármű átbocsátására tervezték.

## Díjfizetés
A 6 méternél rövidebb járművek a 2012 májusi díjazás szerint 1000 ISK-t kötelesek fizetni áthaladásonként, míg a nagyobb járművek, illetve a motorosok is külön díjkategóriákba esnek. Gyalogosok számára nem lehetséges az áthaladás. Jelenleg a Spolur céghez folynak be a díjfizetésből származó bevételek, ám amint az építési és fenntartási költséget kitermeli az alagút, átkerül az Izlandi Közútkezelő tulajdonába az alagút.
Eredetileg 2018-ra várták a megtérülést, ám a forgalom a tervezettnél magasabb szinten mozog, ezért várhatóan hamarabb megtérül a beruházás.

## Fordítás
- Ez a szócikk részben vagy egészben  a   Hvalfjörður Tunnel című angol Wikipédia-szócikk ezen változatának fordításán alapul.  Az eredeti cikk szerkesztőit annak laptörténete sorolja fel. Ez a jelzés csupán a megfogalmazás eredetét és a szerzői jogokat jelzi, nem szolgál a cikkben szereplő információk forrásmegjelöléseként.